# Extrémní černá díra
V teoretické fyzice se jako extrémní černá díra označuje taková černá díra, která má při dané hmotnosti největší možnou hodnotu elektrického náboje či momentu hybnosti, pro kterou ještě existuje horizont událostí. Při dalším zvyšování náboje nebo momentu hybnosti horizont událostí mizí a vzniká tzv. nahá singularita. Ve fyzikální komunitě převažuje názor, že nahé singularity v přírodě neexistují (hypotéza kosmické cenzury).
Např. z Kerrovy–Newmanovy metriky dostáváme pro extrémní černou díru podmínku {\displaystyle a^{2}+Q^{2}=M^{2}}, kde {\displaystyle a={\frac {L}{M}}} je specifický moment hybnosti a {\displaystyle Q} je elektrický náboj černé díry.